# Ignazio Visco
Ignazio Visco, né le 21 novembre 1949 à Naples, est un économiste italien.
Il est, de 2011 à 2023, le gouverneur de la Banque d'Italie.
Il est le successeur de Mario Draghi, depuis le même jour président de la Banque centrale européenne.

## Biographie
Diplômé en économie et commerce à l'université « La Sapienza » de Rome en 1971, Ignazio Visco est embauché dès l'année suivante par la Banque d'Italie. Il poursuit sa formation universitaire à l'Université de Pennsylvanie où il obtient un Master of Arts en 1974 et un Ph.D. d'économie en 1981. 
Il a occupé des postes importants comme celui de économiste en chef et directeur du Département économique de l'OCDE. Depuis 2007, il était vice-directeur général de la Banque d'Italie. 
Le gouvernement Silvio Berlusconi IV le nomme officiellement le 24 octobre 2011 pour remplacer Mario Draghi, nommé à son tour gouverneur de la Banque centrale européenne à compter du 1er novembre 2011,.
À partir du 1er janvier 2013, conformément au décret-loi 95/12 (converti en loi, avec modifications à partir de la loi 135/2012), il est aussi le président chargé du Conseil d’Administration conjoint de l’Institut pour la surveillance des compagnies d'assurance – IVASS.
En octobre 2017, il est reconduit au poste de gouverneur de la banque d'Italie.

## Publications
(liste incomplète)
- Price Expectations in Rising Inflation, North Holland, 1984;
- Saving and the Accumulation of Wealth (con A. Ando e L. Guiso), Cambridge University Press, 1994;
- L'economia italiana (avec L. F. Signorini), Il Mulino, 2002;
- Ageing and Pension System Reform (Rapporto per i Supplenti del Gruppo dei Dieci, président du groupe de travail), 2005;
- Investire in conoscenza, Il Mulino, 2009.